# Скворцовка
Скворцо́вка (рос. Скворцовка) — село у складі Курманаєвського району Оренбурзької області, Росія.

## Населення
Населення — 442 особи (2010; 481 у 2002).
Національний склад (станом на 2002 рік):
- росіяни — 92 %